# 장도빈
장도빈(張道斌, 1888년 10월 22일 ~ 1963년 9월 12일)은 한민족의 독립운동가이자 국학자이다. 광복후 언론인으로 알려져 있다. 본관은 결성(結城)이고 아호(雅號)는 산운(汕耘)이다. 평안남도 중화 출신이다.
단국대학교 설립자인 장형(張炯, 1889 ~ 1964)의 6촌 형으로 광복후 단국대학교 재단 설립에도 참여하였고 서울특별시 편찬위원회 편찬위원으로 활동하였다. 학력은 한성사범학교(서울교육대학교 전신)를 졸업하고 경성 보성전문학교(고려대 전신, 2년제 대학)를 졸업하였다.(참고 문헌, 獨立有功者功勳錄 4(國家報勳處, 1987)

## 생애

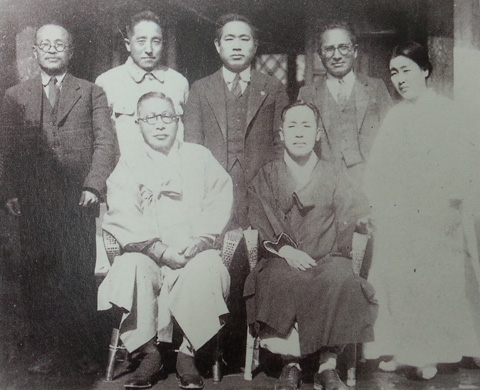
단국대학 설립 시 모습. 앞줄 김구(흰옷)와 설립자 장형, 뒷줄 장도빈(右)과 설립자 조희재의 장녀 박정숙 (개교일 : 1947.11.3)

평안남도 중화에서 농사를 짓고 살던 장봉구(張鳳九)의 둘째아들로 태어났다. 어려서부터 할아버지 장제국(張濟國)의 훈도로 5세에 사서삼경을 통독하여 신동으로 고향에서 이름이 났다. 당시 가세는 중농(中農)이었다.
1916년 ∼ 1918년 병고의 몸으로 귀국, 평안북도 영변의 서운사(棲雲寺)에서 요양한 뒤 처음으로 민족혼을 일깨우는 《국사》를 발간하였고, 이를 계기로 평안북도 정주의 오산학교(五山學校) 조만식(曺晩植)교장의 초청을 받아 약 1년간 교사생활을 하였다.
1919년 《동아일보》의 발간을 출원하여 허가를 받았으나 운영을 양도하고, 이어 한성도서주식회사를 허가내어 1926년까지 사이에 잡지 《서울》·《학생계》·《조선지광(朝鮮之光)》을 발간하였다.
한편으로는 자영출판사 고려관(高麗館)을 설립, 《조선사요령 朝鮮史要領》·《조선위인전 朝鮮偉人傳》·《조선역사록(朝鮮歷史錄)》 등 숱한 책자를 편찬하였다.
1927년 ∼ 1945년 최초로 연해주의 발해 고적 답사를 통한 역사연구에 전념하였으며, 일제말에는 총독부의 끈질긴 중추원참의 제의를 거부하고 심산에 은둔하였다.
1928년 발간한 《조선역사대전 朝鮮歷史大全》은 식민사가들에게 경종을 울렸고, 《대한역사(大韓歷史)》를 통한 기자조선설(箕子朝鮮說)의 반론은 유명하다.
1945년 광복 직후 월남하여 9월 19일 서울 종로구 견지동 동덕초등학교 뒷자리의 방 3칸에서 《민중일보(民衆日報)》를 창간, 공산언론과 대항하였다. 같은해 조선신문주간회(朝鮮新聞主幹會)를 조직하여 대표가 되었다. 1949년 《민중일보》가 화재를 당하여 재건이 어렵게 되자, 영국 스코틀랜드의 에든버러대학에 유학하여 일찍이 해외 문물을 접했던 윤보선(尹潽善)에게 판권을 무상으로 양도하였다.
그동안 언론활동과 병행하여 1947년 단국대학(檀國大學)을 설립하여 초대학장, 1949년 육군사관학교 국사학교수로 봉직하였다. 슬하에는 고려합섬(주, 고합그룹 전신)을 설립하였던 장치혁 회장과 중앙대학교 교수를 지낸 장치순교수가 있다.
러시아 연방 블라디보스토크시의 아데우스카야에 위치한 극동국립대학(FENU)엔 장도빈의 아들인 장치혁 고합그룹 회장이 1995년 한국어학과 건물을 건립한 뒤 대학측에 기증, 고려인들에게 모국어를 가르친다. 극동대학 한국학대학의 건물 이름은 ‘장도빈기념관’이다. 노후는 서울시사편찬위원·고등고시위원을 지냈으며, 1962년 대한민국건국공로 문화훈장을 수상하였다.

## 언론생활
1902년 대한제국의 학부가 관장하던 한성사범학교(漢城師範學校)에 평양감사의 천거로 입학, 1906년 졸업하였다.
1907년에 국내에서 결성된 항일 비밀결사, 신민회에서 양기탁(1871 ~ 1938)은 신문사의 인재들과 상동청년회의 젊은 애국지사들을 중심으로 조직을 착수하고 있었는데 권업신문사의 인연으로 신채호(1880 ~ 1936), 장도빈 등은 이후에 양기탁의 휘하에서 활동하는 계기가 되었다.
한성사범에서 교편생활을 하였던 《황성신문》(皇城新聞)의 주필 박은식(朴殷植)의 소개로 1908년 봄, 약관의 나이에 《대한매일신보》(大韓每日申報)에 들어갔다.
그해 《대한매일신보》 논설기자로 발탁됐고 당시 와병중이던 신채호 주필을 대신해 논설을 집필했다. 1909년에는 단재와 일주일씩 교대로 논설을 쓸 정도로 인정을 받았다. 그의 글로 알려진 ‘금일 대한민국의 목적지’‘일인하지(日人何知)’ 등은 매서운 항일 필봉의 본보기를 보여준다.
또한 21세에 정식 논설위원이 되어, 8세 위이며 역시 신동으로 알려진 신채호(申采浩) 및 양기탁(梁起鐸)과 함께 본격적으로 대표적인 논진으로 일하였다. 입사 몇 개월 후 신병을 앓던 신채호의 후임으로 논설주필이라는 막중한 책임을 맡아, 당시 친일내각과 친일단체인 일진회(一進會)와 맞서 투쟁을 벌였다.
이 시절 안창호(安昌浩)의 신민회(新民會) 비밀회원으로 가담, 국권회복운동의 선봉에 섰다. 이후 신보가 일제에 의해 문을 닫기 전까지 3년 동안 단재와 ‘친동기 이상’의 친분을 쌓았고 그의 영향으로 역사에 눈을 떴다. 이후 《대한매일신보》의 대표적인 지식인들로는 양기탁, 신채호, 장도빈 등을 꼽는데 양기탁은 대한매일신보의 총무로 경영 총책임자 역할을 하였다. 양기탁 선생으로부터도 두터운 신임을 받아 비밀리에 신민회에 가입했다.
1910년 일제강점으로 신문사의 명맥이 끊어질 때까지, 한편으로는 보성전문학교(普成專門學校) 법과를 다녔으며(4회 졸업), 국사연구에도 몰두하였다.

## 항일활동
1910년 ∼ 1912년 서울의 오성학교(五星學校)학감으로 나날을 보내다가, 1913년 노령(露領)블라디보스토크로 망명하여 가까운 신한촌(新韓村)에서 다시 신채호를 만나고, 최재형(崔在亨)·홍범도(洪範圖)·이동휘(李東輝)·이상설(李相卨) 등 독립투사들과 교류, 보성전문학교 교수이던 이종호(李鍾浩)의 《근업신문(勤業新聞)》에서 논설을 썼다.
데라우치 총독 암살모의사건인 이른바 ‘105인 사건’으로 검거열풍이 일자 1912년 국외 망명길에 올라 일단 북간도로 피신했다가 러시아 연해주의 주도 블라디보스토크로 스며들었다. 회고록에서 “신한촌에서 단재 선생을 만나 같은 여관에서 동고동락했다. ”고 적고 있다. 단재 선생이 주필로 있던 권업신문에 논설을 기고했다.
물 설고 낯선 땅이었지만 1910년대 연해주 신한촌에는 선생을 비롯, 양기탁·박은식·신채호 선생 등 대한매일신보의 창간 주역 5명중 배설(1909년 서거) 선생을 제외한 전원이 엇비슷한 시기에 드나들며 몸을 의탁했었다. 마치 대한매일신보사를 연해주로 옮긴 듯한 착각을 불러일으킬 정도였다.

## 건국실천원양성소 활동

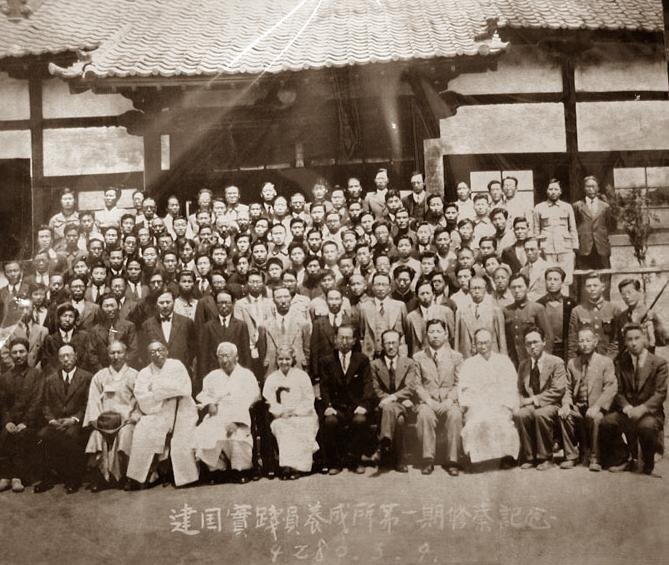
건국실천원양성소 1기 수업기념

명예소장에 이승만(李承晩), 소장에 김구(金九), 이사장에는 장형(張炯)으로 출발한 건국실천원양성소는 전국 각지의 우수한 애국청년들을 선발하여 건국운동의 중견 일꾼으로 양성하고자 교육을 시켰다. 이러한 인재 양성의 발상은 청년들이 국가를 건설하는 데 매우 중요한 구실을 한다는 김구 개인의 신념에서 나왔다.
당시 교육계에 투신하고 있었던 장형은 김구과 각별한 관계를 맺었고, 김구의 통일정부수립 노선을 지지하고 있었던 차에 김구가 건국실천원양성소를 설립하자 이사장으로 재정적 지원을 하며, 소장 김구와 함께 운영까지 하기에 이르렀다.
특히 1948년 12월 제5기 수료생 명부에 따르면 명예소장 이승만, 소장 김구, 부소장 엄항섭, 이사장 장형으로 진용을 갖추고 있었다. 양성소의 매기 교육 인원은 100명 내외였다. 교육기간은 제1기가 2개월이었고, 제2기부터 마지막 교육을 받은 제9기까지는 1개월이었다. 교육내용은 독립운동사·정치·경제·법률·헌법·역사·선전·민족문화·국민운동·철학·약소민족문제·농촌문제·협동조합·사회학·공산주의 비판·여성문제 등과 특별강의였다.
강사는 조소앙(趙素昻)·조완구(趙琬九)·신익희(申翼熙)·지청천(池靑天)·나재하(羅在夏)·김성주(金成柱)·김경수(金敬洙)·최호진(崔虎鎭)·김정실(金正實)·양주동(梁柱東)·민영규(閔泳珪)·엄상섭(嚴詳燮)·엄항섭(嚴恒燮)·김학규(金學奎)·설의식(薛義植)·김기석(金基錫)·이상조(李相助)·주석균(朱碩均)·홍병선(洪秉璇)·김하선(金昰善)·김석길(金錫吉)·안재홍(安在鴻)·정인보(鄭寅普)·황기성(黃基成)·이인(李仁)·김활란(金活蘭)·김법린(金法麟)·박순천(朴順天)·이은상(李殷相) 등 각계의 인사들이었다. 장도빈은 장형, 김정실, 양주동, 엄항섭 등과의 친분으로 제5기부터 강사로 활동하였다.
한편 신익희가 임시정부와 한국독립당을 떠나 이승만측과 한국민주당에 참여하자, 이를 임시정부와 김구에 대한 '배신'이라 여겼던 장형은 신익희와는 더 이상 임시정부의 정신을 이을 수 있는 동지가 아니라고 생각하였다. 당시 장형은 국민대학의 이사장까지 겸임하고 있었는데 이사장 직함을 내던지고 신익희와 결별을 선언하였다. 결국 장형은 임시정부와 김구의 독립정신을 계승하는 대학을 별도로 설립키로 했다. 조희재가 이에 적극 찬동하고, 80만평의 토지를 기증하였다. 장형은 이를 기반으로 대학설립을 추진, 1947년 11월 1일 정식 설립인가를 받고 단국대학을 설립하였다.
이러던 차에 1949년 6월 26일 한국독립당 당수 김구가 육군포병소위 안두희(安斗熙)에게 권총으로 살해된 김구암살사건(金九暗殺事件)이 발생하여 김구가 암살된 후, 1949년 8월 23일 건국실천원양성소는 해체되고 건물 원효사는 1949년 9월 홍익대학교에 인수됐다.

## 주요 저서
저서로는『국사』, 『조선역사록』, 『조선역사요령』, 『조선사상사』, 『조선역사대전』, 『조선사』, 『대한역사』, 『이순신전』, 『임오군란과 갑신정변』, 『을지문덕전』, 『한국의 혼』, 『발해태조』,『대한문화고적도(大韓文化古蹟圖)』가 있다.

## 같이 보기
- 장형
- 신채호
- 박은식